# Койайке (провинция)
Провинция Койайке  (исп. Provincia de Coihaique) — провинция в Чили в составе области Айсен-дель-Хенераль-Карлос-Ибаньес-дель-Кампо. 
Включает в себя 2 коммуны.
Территория — 12 942 км². Население — 58 670 человек (2017). Плотность населения — 4.53 чел./км².
Административный центр — Койайке.

## География
Провинция расположена на востоке области Айсен-дель-Хенераль-Карлос-Ибаньес-дель-Кампо.
Провинция граничит:
- на севере — провинция Палена
- на востоке — провинция Чубут (Аргентина)
- на юге — провинция Хенераль-Каррера
- на западе — провинция Айсен

## Административное деление
Провинция включает в себя 2 коммуны:
- Койайке. Админ.центр — Койайке.
- Лаго-Верде. Админ.центр — Лаго-Верде.